# توشيكي كوإيكي
توشيكي كوإيكي (باليابانية: 小池 知己) (10 نوفمبر 1974 في كاناغاوا في اليابان – )؛ هو لاعب كرة قدم ياباني سابق كان يلعب كلاعب وسط.

## روابط خارجية
- توشيكي كوإيكي على موقع رابطة كرة القدم اليابانية للمحترفين (اليابانية)
- توشيكي كوإيكي على موقع عالم كرة القدم.نت (الإنجليزية)